# Kirke Stillinge
Kirke Stillinge es una localidad situada en el municipio de Slagelse, en la región de Selandia (Dinamarca), con una población en 2020 de 674 habitantes.
Se encuentra ubicada al suroeste de la isla de Selandia, junto a la costa del Kattegat, mar Báltico.